# Görögország az Eurovíziós Dalfesztiválokon
Görögország eddig negyvenöt alkalommal vett részt az Eurovíziós Dalfesztiválon.
A görög műsorsugárzó az ERT, amely 1950 óta tagja az Európai Műsorsugárzók Uniójának, és 1974-ben csatlakozott a versenyhez, de 2013. június 11-én a görög válság egyik mélypontjaként az ERT beszüntette a műsorsugárzást a parlament döntésére.
2014-ben és 2015-ben a NERIT közvetítette a dalfesztivált. 2015. június 11-én a görög kormány újraindította az ERT műsorsugárzását, így 2016-tól kezdve újból az ERT feladata az ország versenyzőinek kiválasztása.
Görögország eddig egy alkalommal, 2005-ben aratott győzelmet.

## Története

### Évről évre
Görögország 1974-ben vett részt először, a kezdeti években nem sok sikerrel.  Első szereplésükkor tizenegyedikként végeztek a tizenhét fős mezőnyben. 1975-ben visszaléptek a versenytől, mivel az országgal konfliktusban álló Törökország ebben az évben vett részt először a versenyen. A következő versenyen már újra szerepeltek, ahol daluk okozott némi konfliktust, mivel Észak-Ciprus török megszállásáról szólt a dal. Ebben az évben Törökország nem vett részt, a görögök pedig tizenharmadik helyen végeztek. A következő öt évben csak egyszer nem sikerült a legjobb tíz közé jutniuk, 1980-ban. 
1982-ben Themis Adamantidis Sarantapente kopelies című dala képviselte az országot, azonban Melína Merkúri, az akkori görög kulturális miniszter úgy döntött, hogy két héttel a verseny kezdete előtt visszavonja a dalt, mivel elégedetlen volt vele. Így Görögország nem vett részt a Harrogate-i versenyen. 1983-tól már újra szerepeltek, a következő hat évben azonban csak kétszer, 1987-ben és 1989-ben végeztek a legjobb tíz között. 
1990-ben és 1991-ben ismét rossz eredményeket értek el, viszont a következő két évben sikeresen szerepeltek. 1992-ben ötödikként végeztek, ami holtversenyben az ország legjobb eredményének számított 2001-ig, 1993-ban pedig kilencedikek lettek. A következő években kétszer tizenkettedik és kétszer tizennegyedik helyezettek lettek a görög indulók. Az 1993 és 2003 között érvényben lévő kieséses rendszer értelmében egyszer, 1999-ben nem vehettek részt az előző év rossz eredménye miatt. 1998-ban tizenkét ponttal végeztek a huszadik helyen, és mind a tizenkét pontot Ciprustól kapták.
2000-ben a görög tévé úgy döntött, hogy nem vesz részt, és csak 2001-ben tértek vissza, amikor addigi legjobb eredményüket, egy harmadik helyet értek el. A következő két évben tizenhetedik helyen végeztek. 2004-ben az elődöntőből harmadik helyezettként jutottak tovább. Ugyanezt a szép eredményt a döntőben is megismételték. 252 ponttal harmadikak lettek, ami mai napig az ország legmagasabb elért pontjának számít. Első és egyetlen győzelmüket Helena Paparizou My Number One című dala szerezte meg, 2005-ben, így a 2006-os versenynek a görög főváros, Athén adott otthont. Érdekesség, hogy korábban már nyert egy görög énekes, 1972-ben Vicky Leandros, aki Luxemburgot képviselte. A győzelmet követő évtizedben a dalverseny egyik legsikeresebb országa volt.
Görögország a 2000-es évektől a 2010-es évek elejéig a dalverseny egyik legsikeresebb országai közé tartozott. A 2004-ben bevezetett elődöntők óta 2016-ig minden alkalommal döntősök voltak, sőt éveken át mindig az első tízben végeztek. A nyolcéves sorozatot végül a 2012-es tizenhetedik hely szakította meg. 2013-ban ismét bekerültek a legjobb tízbe. A következő években azonban huszadikak, majd tizenkilencedikek lettek. 2016-ban első alkalommal fordult elő, hogy kiestek az elődöntőben; 2001 óta ez volt az első döntő Görögország nélkül. 2017-ben ismét sikerült továbbjutniuk, és a tizenkilencedik helyet érték el. Ezután, 2018-ban az elődöntőben a tizennegyedik helyen zártak, így ismét nem sikerült továbbjutniuk. 2019-ben sikerült elérniük a legrosszabb szereplésüket a döntőben, huszonegyedikek lettek.
2020-ban Stefania képviselte volna az országot, azonban március 18-án az Európai Műsorsugárzók Uniója bejelentette, hogy 2020-ban nem tudják megrendezni a versenyt a COVID–19-koronavírus-világjárvány miatt. A görög műsorsugárzó jóvoltából végül az énekesnő újabb lehetőséget kapott az ország képviseletére a következő évben. 2021-ben ismét sikeresen továbbjutottak a döntőbe, ahol ismét a legjobb tízben, szám szerint tizedikként végeztek. 2022-ben a siker tovább folytatódott, ekkor a döntőben jobb helyezést értek el, mint az előző évben. Összesítésben nyolcadikak lettek. 2023-ban nem jutottak tovább a döntőbe, az elődöntőben tizenharmadikak lettek. 2024-ben ismét sikerült kvalifikálni magukat a döntőbe, ekkor tizenegyedik helyen végeztek.

### Nyelvhasználat
Görögország 1974-ben debütált, akkor, amikor rövid időre bevezették a szabad nyelvhasználatot, de ők ezt nem használták ki. Az 1973-ban eltörölt nyelvhasználatot korlátozó szabályt 1977-ben vezették be újra, ennek értelmében indulóiknak az ország hivatalos nyelvén, vagyis görög nyelven kellett énekelniük. Ezt a szabályt 1999-ben törölték el végleg, azóta főleg angol nyelvű dalokkal neveztek.
Görögország eddigi negyvenöt versenydalából huszonhét görög nyelvű, tizenöt angol nyelvű, három pedig görög és angol kevert nyelvű volt.

### Nemzeti döntő
Görögországban nem alakult ki hagyományos, minden évben megrendezett nemzeti válogató. A görög induló kilétét vagy nemzeti döntő segítségével, vagy nemzeti döntő nélküli belső kiválasztással döntötték el.
A görög nemzeti döntő az Ellinikós Telikós volt, amelyet először 1979-ben rendezték meg. Hat induló közül egy hatvanöt tagú zsűri választotta ki a győztest. Később is hasonló módon választották ki az indulójukat. 1998-ban első alkalommal már elődöntőket is rendeztek, 2001-ben pedig már a nézők is beleszólhattak a döntésbe, telefonos szavazás segítségével. 2004-ben elmaradta nemzeti döntő, helyette belsőkiválasztást alkalmaztak. A következő évben a görög televízió választotta ki Helena Paparizou-t, akinek dalválasztó műsort rendeztek. A műsorban három dalt adott elő, amelyből a későbbi Eurovízió győztes My Number One-t választották a nézők és a zsűri. Az ország első győzelmét követően 2006-ban ugyanezt a módszert alkalmazták, azonban eggyel több dallal. 2007-ben három előadóval rendeztek nemzeti döntőt Eurovision 2007 névvel. 2008-ban visszatért a Ellinikós Telikós a képernyőkre, ahol az előző évi formátumot hasznosították. 2009-ben újra belső kiválasztással választották ki indulójukat, az Ellinikós Telikós pedig dalválasztó műsorként funkcionált.
2010 és 2012 között visszatért a műsor az eredeti formátumához, ezúttal csak egy döntőt rendeztek. 2013 és 2015 között az ERT költségvetési megszorításai miatt a kiválasztási folyamatot egy privát zenei csatorna, a MAD TV szervezte Eurosong – a MAD show névvel. Az ERT 2015 nyarán újraindította a műsorsugárzását, azonban a 2016-os verseny képviselőjéről belső kiválasztás mellett döntöttek. 2017-ben alkalmazták utoljára a Ellinikós Telikós-t, ekkor dalválasztó műsorként. 2018-tól a görög televízió jelölte ki az indulókat.
2025-ben, kilenc év kihagyás után ismét rendeznek nemzeti döntőt Görögországban.

## Résztvevők
| Év   | Előadó                               | Dal                               | Magyar fordítás               | Döntő                   | Pontszám                | Elődöntő             | Pontszám             |
| ---- | ------------------------------------ | --------------------------------- | ----------------------------- | ----------------------- | ----------------------- | -------------------- | -------------------- |
| 1974 | Marinella                            | Krasi, thalassa kai t' agori mou  | A bor, a tenger, és a barátom | 11.                     | 7                       | Nem volt elődöntő    | Nem volt elődöntő    |
|      |                                      |                                   |                               |                         |                         | Nem volt elődöntő    | Nem volt elődöntő    |
| 1976 | Mariza Koch                          | Panagia mou, panagia mou          | Hölgyem, hölgyem              | 13.                     | 20                      | Nem volt elődöntő    | Nem volt elődöntő    |
| 1977 | Paschalis, Marianna, Robert és Bessy | Mathima Solfege                   | Szolfézs lecke                | 5.                      | 92                      | Nem volt elődöntő    | Nem volt elődöntő    |
| 1978 | Tania Tsanaklidou                    | Charlie Chaplin                   | —                             | 8.                      | 66                      | Nem volt elődöntő    | Nem volt elődöntő    |
| 1979 | Elpida                               | Sokrati                           | Szókratész                    | 8.                      | 69                      | Nem volt elődöntő    | Nem volt elődöntő    |
| 1980 | Anna Vissi & Epikouri                | Autostop                          | Stoppolás                     | 13.                     | 30                      | Nem volt elődöntő    | Nem volt elődöntő    |
| 1981 | Yiannis Dimitras                     | Feggari kalokerino                | Nyári hold                    | 8.                      | 55                      | Nem volt elődöntő    | Nem volt elődöntő    |
|      |                                      |                                   |                               |                         |                         | Nem volt elődöntő    | Nem volt elődöntő    |
| 1983 | Christie Stasinopoulou               | Mou les                           | Azt mondod nekem              | 14.                     | 32                      | Nem volt elődöntő    | Nem volt elődöntő    |
|      |                                      |                                   |                               |                         |                         | Nem volt elődöntő    | Nem volt elődöntő    |
| 1985 | Takis Biniaris                       | Miazoume                          | Hasonlítunk egymásra          | 16.                     | 15                      | Nem volt elődöntő    | Nem volt elődöntő    |
|      |                                      |                                   |                               |                         |                         | Nem volt elődöntő    | Nem volt elődöntő    |
| 1987 | Bang                                 | Stop                              | Állj!                         | 10.                     | 64                      | Nem volt elődöntő    | Nem volt elődöntő    |
| 1988 | Afroditi Frida                       | Clown                             | Bohóc                         | 17.                     | 10                      | Nem volt elődöntő    | Nem volt elődöntő    |
| 1989 | Mariana                              | To diko sou asteri                | A saját csillagod             | 9.                      | 56                      | Nem volt elődöntő    | Nem volt elődöntő    |
| 1990 | Christos Callow & Wave               | Horis skopo                       | Céltalanul                    | 19.                     | 11                      | Nem volt elődöntő    | Nem volt elődöntő    |
| 1991 | Sophia Vossou                        | I anixi                           | Tavasz                        | 13.                     | 36                      | Nem volt elődöntő    | Nem volt elődöntő    |
| 1992 | Cleopatra                            | Olou tou kosmou i elpida          | A világ minden reménye        | 5.                      | 94                      | Nem volt elődöntő    | Nem volt elődöntő    |
| 1993 | Katerina Garbi                       | Ellada, chora tou fotos           | Görögország, a fények földje  | 9.                      | 64                      | Nem volt elődöntő    | Nem volt elődöntő    |
| 1994 | Costas Bigalis & The Sea Lovers      | To trehandiri (Diri-Diri)         | A trehandíri                  | 14.                     | 44                      | Nem volt elődöntő    | Nem volt elődöntő    |
| 1995 | Elina Konstantopoulou                | Pia prosefhi;                     | Melyik imádság?               | 12.                     | 68                      | Nem volt elődöntő    | Nem volt elődöntő    |
| 1996 | Mariana Efstratiou                   | Emeis forame to himona anixiatika | Tavaszi ruhát viselünk télen  | 14                      | 36                      | Nem volt elődöntő    | Nem volt elődöntő    |
| 1997 | Marianna Zorba                       | Horepse                           | Táncolj                       | 12.                     | 39                      | Nem volt elődöntő    | Nem volt elődöntő    |
| 1998 | Thalassa                             | Mia krifi evesthisia              | Egy rejtett érzék             | 20.                     | 12                      | Nem volt elődöntő    | Nem volt elődöntő    |
|      |                                      |                                   |                               |                         |                         | Nem volt elődöntő    | Nem volt elődöntő    |
| 2001 | Antique                              | Die For You                       | Meghalnék érted               | 3.                      | 147                     | Nem volt elődöntő    | Nem volt elődöntő    |
| 2002 | Michalis Rakintzis                   | S.A.G.A.P.O.                      | Sz.E.R.E.T.L.E.K.             | 17.                     | 27                      | Nem volt elődöntő    | Nem volt elődöntő    |
| 2003 | Mando                                | Never Let You Go                  | Sosem hagylak elmenni         | 17.                     | 25                      | Nem volt elődöntő    | Nem volt elődöntő    |
| 2004 | Sakis Rouvas                         | Shake It                          | Rázzad                        | 3.                      | 252                     | 3.                   | 238                  |
| 2005 | Helena Paparizou                     | My Number One                     | Az én első helyezettem        | 1.                      | 230                     | Automatikusan döntős | Automatikusan döntős |
| 2006 | Anna Vissi                           | Everything                        | Minden                        | 9.                      | 128                     | Automatikusan döntős | Automatikusan döntős |
| 2007 | Sarbel                               | Yassou Maria                      | Szia Mária                    | 7.                      | 139                     | Automatikusan döntős | Automatikusan döntős |
| 2008 | Kalomira                             | Secret Combination                | Titkos kombináció             | 3.                      | 218                     | 1.                   | 156                  |
| 2009 | Sakis Rouvas                         | This Is Our Night                 | Ez a mi éjszakánk             | 7.                      | 120                     | 4.                   | 110                  |
| 2010 | Giorgos Alkaios & Friends            | Opa                               | Hoppá                         | 8.                      | 140                     | 2.                   | 133                  |
| 2011 | Loucas Yiorkas feat. Stereo Mike     | Watch My Dance                    | Figyeld a táncomat            | 7.                      | 120                     | 1.                   | 133                  |
| 2012 | Eleftheria Eleftheriou               | Aphrodisiac                       | Vágyfokozó                    | 17.                     | 64                      | 4.                   | 116                  |
| 2013 | Koza Mostra feat. Agathon Iakovidis  | Alcohol Is Free                   | Ingyen van az alkohol         | 6.                      | 152                     | 2.                   | 121                  |
| 2014 | Freaky Fortune feat. RiskyKidd       | Rise Up                           | Kelj fel!                     | 20.                     | 35                      | 7.                   | 74                   |
| 2015 | Maria-Elena Kyriakou                 | One Last Breath                   | Egy utolsó lélegzet           | 19.                     | 23                      | 6.                   | 81                   |
| 2016 | Argo                                 | Utopian Land                      | Utópisztikus ország           | Nem jutott be a döntőbe | Nem jutott be a döntőbe | 16.                  | 44                   |
| 2017 | Demy                                 | This Is Love                      | Ez szerelem                   | 19.                     | 77                      | 10.                  | 115                  |
| 2018 | Yianna Terzi                         | Oniro mou                         | Álmom                         | Nem jutott be a döntőbe | Nem jutott be a döntőbe | 14.                  | 81                   |
| 2019 | Katerine Duska                       | Better Love                       | Jobb szerelem                 | 21.                     | 74                      | 5.                   | 185                  |
| 2020 | Stefania                             | Superg!rl                         | Szuperlány                    | Elmaradt a verseny      | Elmaradt a verseny      | Elmaradt a verseny   | Elmaradt a verseny   |
| 2021 | Stefania                             | Last Dance                        | Utolsó tánc                   | 10.                     | 170                     | 6.                   | 184                  |
| 2022 | Amanda Georgiadi Tenfjord            | Die Together                      | Együtt meghalni               | 8.                      | 215                     | 3.                   | 211                  |
| 2023 | Victor Vernicos                      | What They Say                     | Amit mondanak                 | Nem jutott be a döntőbe | Nem jutott be a döntőbe | 13.                  | 14                   |
| 2024 | Marina Satti                         | Zari                              | Dobókocka                     | 11.                     | 126                     | 5.                   | 86                   |
| 2025 | Klavdia                              | Asteromáta                        | Csillagszemű                  | 6.                      | 231                     | 4.                   | 112                  |
| 2026 |                                      |                                   |                               |                         |                         |                      |                      |

## Szavazástörténet
Görögország híres arról, hogy minden évben Ciprusnak adja a maximális 12 pontot. Csupán néhányszor nem történt így: 1983-ban, 1985-ben, 1988-ban, 1989-ben, 1990-ben, 1992-ben, 1993-ban, 1995-ben, 2015-ben, valamint 2016-ban, 2023-ban és 2024-ben a zsűri szavazás során. Emellett 2006 és 2009 között, 2011-ben, 2013-ban, 2022-ben és 2025-ben sem Ciprusnak adták a 12 pontot, mivel a szigetország nem jutott be a döntőbe.

### 1974–2025
| Hely | Ország       | Pont |
| ---- | ------------ | ---- |
| 1.   | Albánia      | 173  |
| 2.   | Ciprus       | 153  |
| 3.   | Örményország | 119  |
| 4.   | Moldova      | 79   |
| 5.   | Grúzia       | 69   |
| 6.   | Oroszország  | 62   |
| 7.   | Azerbajdzsán | 61   |
| 8.   | Bulgária     | 60   |
| 9.   | Románia      | 53   |
| 10.  | Ausztria     | 44   |

| Hely | Ország        | Pont |
| ---- | ------------- | ---- |
| 1.   | Albánia       | 147  |
| 2.   | Ciprus        | 131  |
| 3.   | Örményország  | 115  |
| 4.   | Spanyolország | 78   |
| 5.   | San Marino    | 76   |
| 6.   | Moldova       | 66   |
| 7.   | Belgium       | 66   |
| 8.   | Portugália    | 64   |
| 9.   | Szerbia       | 63   |
| 10.  | Románia       | 59   |

Görögország még sosem adott pontot az elődöntőben a következő országoknak: Monaco, Szlovákia és Törökország
Görögország mindegyik országtól kapott legalább egy pontot az elődöntőkben.
| Hely | Ország             | Pont |
| ---- | ------------------ | ---- |
| 1.   | Ciprus             | 369  |
| 2.   | Franciaország      | 197  |
| 3.   | Spanyolország      | 169  |
| 4.   | Olaszország        | 155  |
| 5.   | Albánia            | 116  |
| 6.   | Oroszország        | 112  |
| 7.   | Ausztria           | 103  |
| 8.   | Írország           | 101  |
| 9.   | Svájc              | 99   |
| 10.  | Egyesült Királyság | 91   |

| Hely | Ország             | Pont |
| ---- | ------------------ | ---- |
| 1.   | Ciprus             | 437  |
| 2.   | Albánia            | 184  |
| 3.   | Spanyolország      | 132  |
| 4.   | Franciaország      | 126  |
| 5.   | Németország        | 125  |
| 6.   | Egyesült Királyság | 124  |
| 7.   | Hollandia          | 124  |
| 8.   | Bulgária           | 120  |
| 8.   | Svájc              | 115  |
| 9.   | Málta              | 109  |
| 10.  | Románia            | 109  |

Görögország még sosem adott pontot a döntőben a következő országoknak: Andorra, Montenegró és Marokkó
Görögország még sosem kapott pontot a döntőben Marokkótól.

## Rendezések

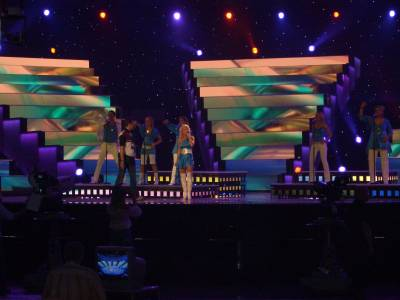
A 2006-os verseny színpadja

Görögország eddig egyszer, 2005-ös győzelmüket követő évben, rendezte a dalversenyt. Annak ellenére, hogy a görög műsorsugárzó és a delegáció szinte biztos volt, hogy a fővárosban fogják rendezni a dalfesztivált, végül az ország három legnagyobb városa (Athén, Szaloniki és Pátra) volt versenyben a rendezésért. Mivel Athénban rendezték két évvel korábban az olimpiai játékokat ezért sokan - köztük görög politikusok is - azon a véleményen voltak, hogy ezúttal egy másik városra összpontosítsanak. 
Végül 2005. június 30-án az ERT és az EBU bejelentette, hogy Athén lesz a 2006-os verseny házigazdája, mivel számos modern olimpiai helyszínnel és infrastruktúrával rendelkezik, emellett bizonyítottan képes ekkora esemény lebonyolítására. A dalfesztivál pontos helyszíne az Olimpiai Sportkomplexum volt. Ez volt a legnagyobb beltéri helyszín, amelyet a 2004-es nyári olimpián használtak, itt rendezték a szertorna és kosárlabda döntőt, valamint a paralimpiai játékokon a kosárlabda mérkőzéseknek adott otthont. A dalfesztivál mottója a Feel the rhythm! (magyarul: Érezd a ritmust!) lett, ami a témája volt a dalok között leadott kisfilmeknek is, amelyek hangsúlyozták Görögország történelmi jelentőségét, valamint azt, hogy jelentős modern turisztikai célpont. A verseny színpadát Elias Ledakis tervezte, ami egy ókori görög amfiteátrum másolata volt.
Az elődöntőt 2006. május 18-án rendezték meg, míg a döntőre május 20-án került sor. Az adások műsorvezetői Maria Menounos és Sakis Rouvas voltak. Utóbbi 2004-ben és 2009-ben képviselte Görögországot az Eurovízión, előbb a harmadik, később a hetedik helyen végzett. 
Érdekesség, hogy az athéni döntő nagy részét HD felbontásban forgatták, amit csupán tesztnek szántak a jövőbeli versenyekhez. A felvételeket soha nem az eredeti közvetítés részeként akarták felhasználni, hanem egy kutatási kísérlet részeként forgatták. A felvétel évekkel később előkerült, és nagy felbontásban először 2021. július 31-én sugározták a dalfesztivál hivatalos YouTube csatornáján.
| Év   | Város              | Helyszín                | Műsorvezető(k)               |
| ---- | ------------------ | ----------------------- | ---------------------------- |
| 2006 | Görögország, Athén | Olimpiai Sportkomplexum | Maria Menounos, Sakis Rouvas |

## Háttér
| Év   | Rendező    | Kommentátor                                      | Pontbejelentő                                    |
| ---- | ---------- | ------------------------------------------------ | ------------------------------------------------ |
| 1971 | Dublin     | Mako Georgiadou                                  | Nem vettek részt                                 |
| 1972 | Edinburgh  | Mako Georgiadou                                  | Nem vettek részt                                 |
| 1973 | Luxembourg | Mako Georgiadou                                  | Nem vettek részt                                 |
| 1974 | Brighton   | Mako Georgiadou                                  | Irini Gavala                                     |
| 1975 | Stockholm  | Mako Georgiadou                                  | Nem vettek részt                                 |
| 1976 | Hága       | Mako Georgiadou                                  | Irini Gavala                                     |
| 1977 | London     | Mako Georgiadou                                  | Naki Agathou                                     |
| 1978 | Párizs     | Mako Georgiadou                                  | Niki Venega                                      |
| 1979 | Jeruzsálem | Mako Georgiadou                                  | Niki Venega                                      |
| 1980 | Hága       | Mako Georgiadou                                  | Niki Venega                                      |
| 1981 | Dublin     | Mako Georgiadou                                  | Tatiana Darra                                    |
| 1982 | Harrogate  | Mako Georgiadou                                  | Nem vettek részt                                 |
| 1983 | München    | Mako Georgiadou                                  | Irini Gavala                                     |
| 1984 | Luxembourg | Nem vettek részt és nem közvetítették a versenyt | Nem vettek részt és nem közvetítették a versenyt |
| 1985 | Göteborg   | Mako Georgiadou                                  | Kelly Sakakou                                    |
| 1986 | Bergen     | Mako Georgiadou                                  | Nem vettek részt                                 |
| 1987 | Brüsszel   | Dafni Bokota                                     | Kelly Sakakou                                    |
| 1988 | Dublin     | Dafni Bokota                                     | Fotini Giannoulatou                              |
| 1989 | Lausanne   | Dafni Bokota                                     | Fotini Giannoulatou                              |
| 1990 | Zágráb     | Dafni Bokota                                     | Fotini Giannoulatou                              |
| 1991 | Róma       | Dafni Bokota                                     | Fotini Giannoulatou                              |
| 1992 | Malmö      | Dafni Bokota                                     | Fotini Giannoulatou                              |
| 1993 | Millstreet | Dafni Bokota                                     | Fotini Giannoulatou                              |
| 1994 | Dublin     | Dafni Bokota                                     | Fotini Giannoulatou                              |
| 1995 | Dublin     | Dafni Bokota                                     | Fotini Giannoulatou                              |
| 1996 | Oslo       | Dafni Bokota                                     | Niki Venega                                      |
| 1997 | Dublin     | Dafni Bokota                                     | Niki Venega                                      |
| 1998 | Birmingham | Giorgos Mitropoulos                              | Alexis Kostalas                                  |
| 1999 | Jeruzsálem | Dafni Bokota                                     | Nem vettek részt                                 |
| 2000 | Stockholm  | Dafni Bokota                                     | Nem vettek részt                                 |
| 2001 | Koppenhága | Dafni Bokota                                     | Alexis Kostalas                                  |
| 2002 | Tallinn    | Dafni Bokota                                     | Alexis Kostalas                                  |
| 2003 | Riga       | Dafni Bokota                                     | Alexis Kostalas                                  |
| 2004 | Isztambul  | Dafni Bokota                                     | Alexis Kostalas                                  |
| 2005 | Kijev      | Alexandra Pascalidou                             | Alexis Kostalas                                  |
| 2006 | Athén      | Giorgos Kapoutzidis és Zeta Makrypoulia          | Alexis Kostalas                                  |
| 2007 | Helsinki   | Maria Bakodimou és Fotis Sergoulopoulos          | Alexis Kostalas                                  |
| 2008 | Belgrád    | Matthíldi és Béti Mangíra                        | Alexis Kostalas                                  |
| 2009 | Moszkva    | Matthíldi és Béti Mangíra                        | Alexis Kostalas                                  |
| 2010 | Oslo       | Rika Vagiani                                     | Alexis Kostalas                                  |
| 2011 | Düsseldorf | Maria Kozakou                                    | Lena Aroni                                       |
| 2012 | Baku       | Maria Kozakou                                    | Andrianna Maggania                               |
| 2013 | Malmö      | Maria Kozakou és Giorgos Kapoutzidis             | Andrianna Maggania                               |
| 2014 | Koppenhága | Maria Kozakou és Giorgos Kapoutzidis             | Andrianna Maggania                               |
| 2015 | Bécs       | Maria Kozakou és Giorgos Kapoutzidis             | Helena Paparizou                                 |
| 2016 | Stockholm  | Maria Kozakou és Giorgos Kapoutzidis             | Constantinos Christoforou                        |
| 2017 | Kijev      | Maria Kozakou és Giorgos Kapoutzidis             | Constantinos Christoforou                        |
| 2018 | Lisszabon  | Alexandros Lizardos és Daphne Skalioni           | Olina Xenopoulou                                 |
| 2019 | Tel-Aviv   | Maria Kozakou és Giorgos Kapoutzidis             | Gus G.                                           |
| 2021 | Rotterdam  | Maria Kozakou és Giorgos Kapoutzidis             | Manolis Gkinis                                   |
| 2022 | Torino     | Maria Kozakou és Giorgos Kapoutzidis             | Stefania                                         |
| 2023 | Liverpool  | Maria Kozakou és Jenny Melita                    | Fotis Sergoulopoulos                             |
| 2024 | Malmö      | Thanasis Alevras és Jérôme Kalouta               | Helena Paparizou                                 |
| 2025 | Bázel      | Maria Kozakou és Giorgos Kapoutzidis             | Jenny Theona                                     |
| 2026 | Bécs       | Giorgos Kapoutzidis                              |                                                  |

## Díjak

### Barbara Dex-díj
| Év   | Előadó             | Dal          | Eredmény az Eurovízión | Eredmény az Eurovízión | Helyszín            |
| Év   | Előadó             | Dal          | Helyezés               | Pontszám               | Helyszín            |
| ---- | ------------------ | ------------ | ---------------------- | ---------------------- | ------------------- |
| 2002 | Michalis Rakintzis | S.A.G.A.P.O. | 17.                    | 27                     | Észtország, Tallinn |

### Marcel Bezençon-díj
| Kategória     | Év   | Előadó           | Dal           | Zeneszerző(k) Szöveg / zene         | Eredmény az Eurovízión | Eredmény az Eurovízión | Helyszín       |
| Kategória     | Év   | Előadó           | Dal           | Zeneszerző(k) Szöveg / zene         | Helyezés               | Pontszám               | Helyszín       |
| ------------- | ---- | ---------------- | ------------- | ----------------------------------- | ---------------------- | ---------------------- | -------------- |
| Művészeti díj | 2005 | Helena Paparizou | My Number One | Natalia Germanou és Christos Dantis | 1.                     | 230                    | Ukrajna, Kijev |

### ESC Radio Awards
| Kategória          | Év   | Előadó                              | Dal             | Eredmény az Eurovízión | Eredmény az Eurovízión | Helyszín           |
| Kategória          | Év   | Előadó                              | Dal             | Helyezés               | Pontszám               | Helyszín           |
| ------------------ | ---- | ----------------------------------- | --------------- | ---------------------- | ---------------------- | ------------------ |
| Legjobb női előadó | 2006 | Anna Vissi                          | Everything      | 9.                     | 128                    | Görögország, Athén |
| Legjobb együttes   | 2013 | Koza Mostra feat. Agathon Iakovidis | Alcohol is Free | 6.                     | 152                    | Svédország, Malmö  |

## Galéria

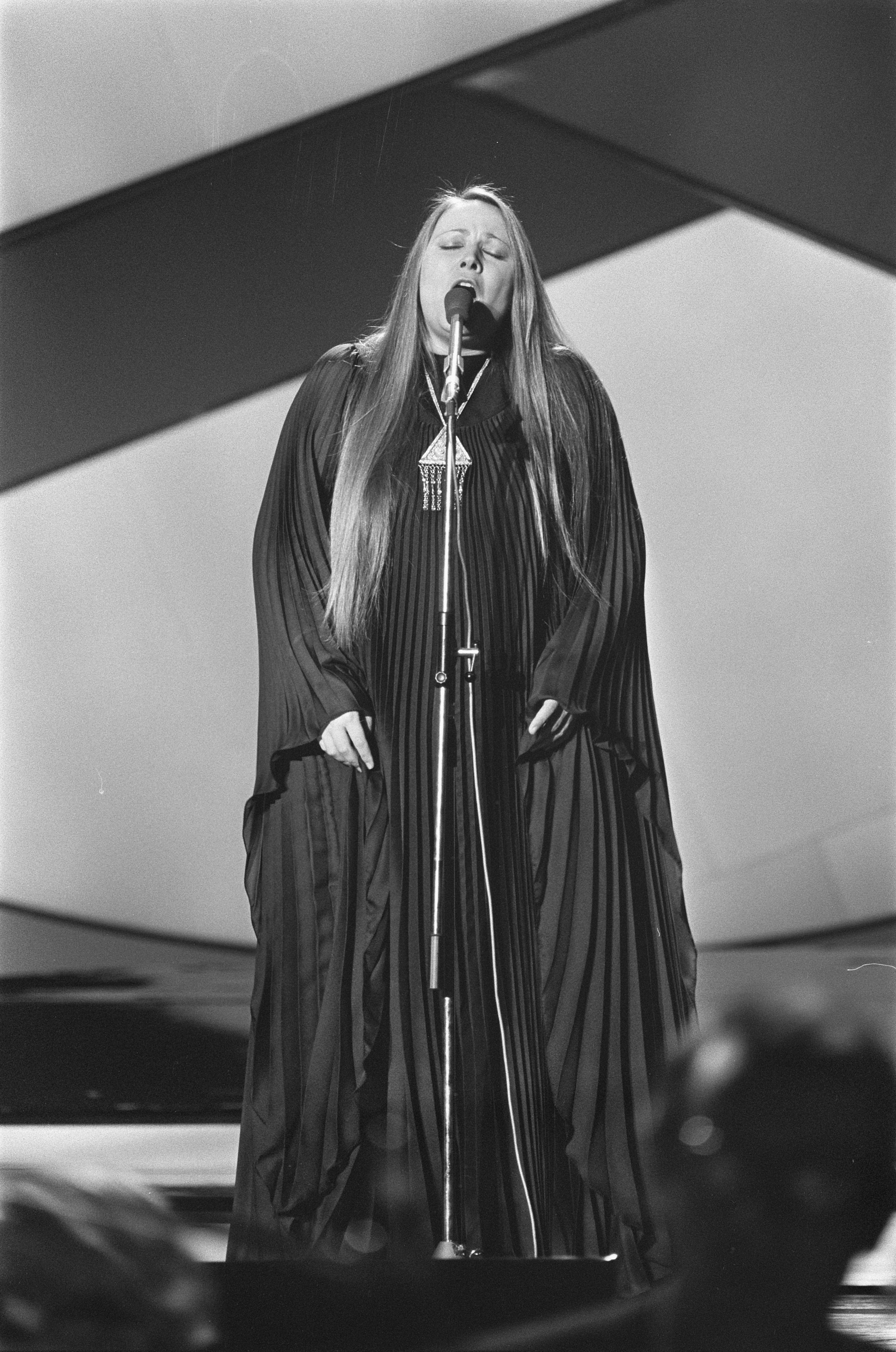
Mariza Koch Hágában (1976)
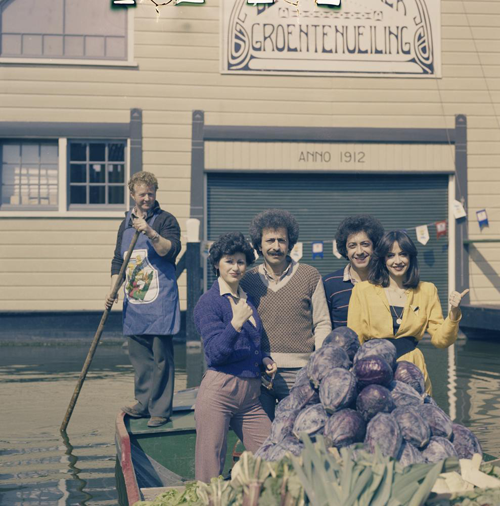
Anna Vissi & Epikouri Hágában (1980)
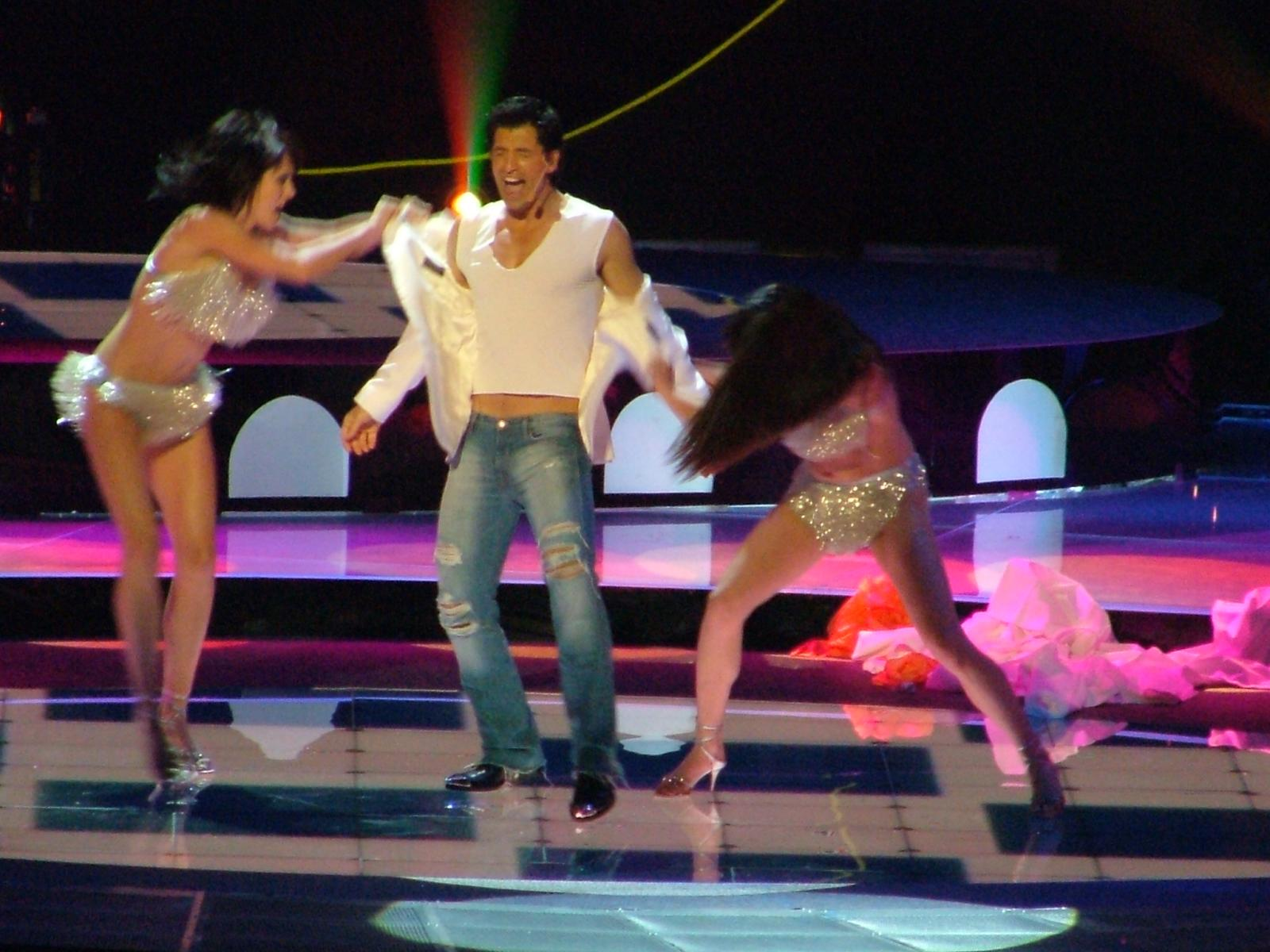
Sakis Rouvas Isztambulban (2004)
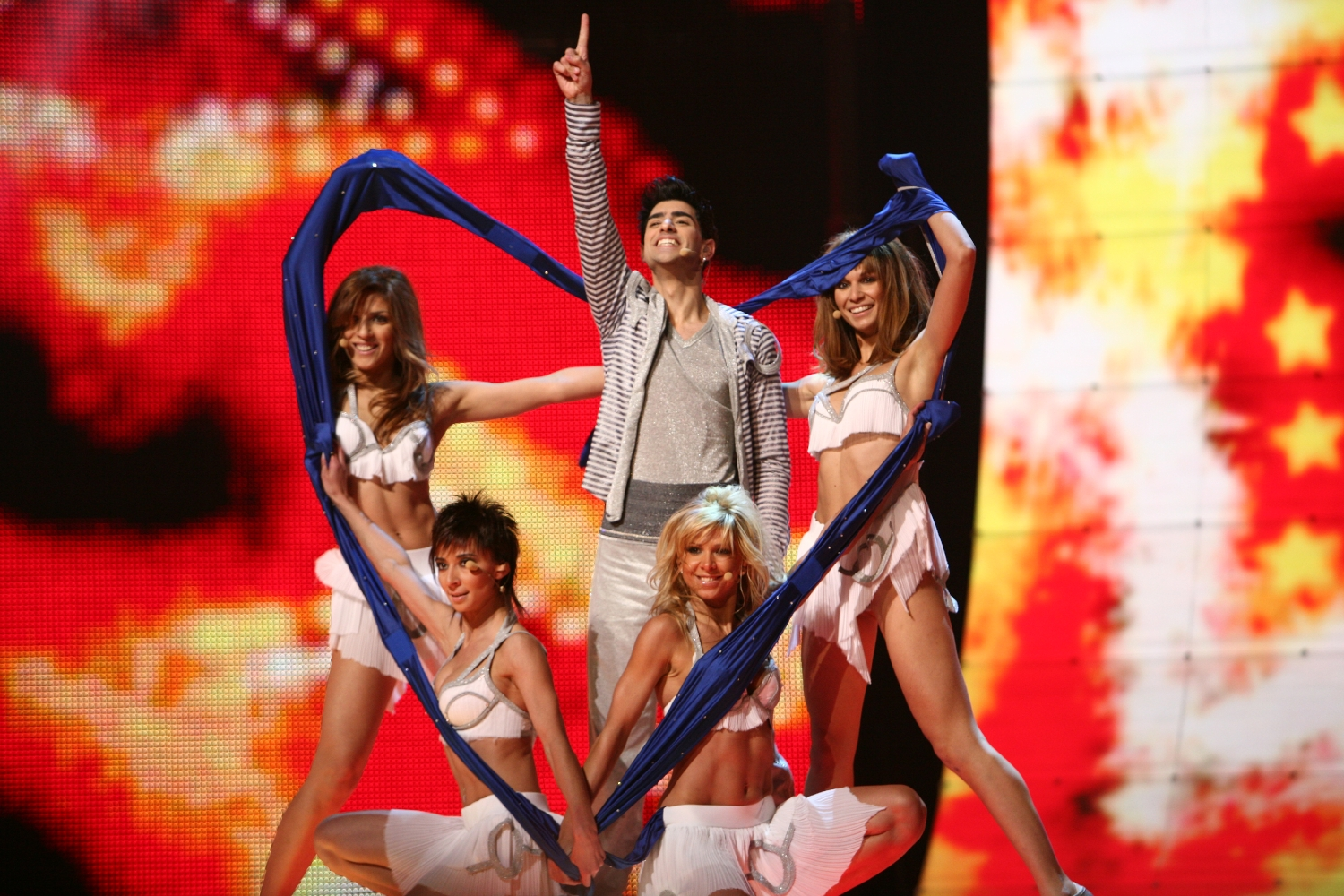
Sarbel Helsinkiben (2007)
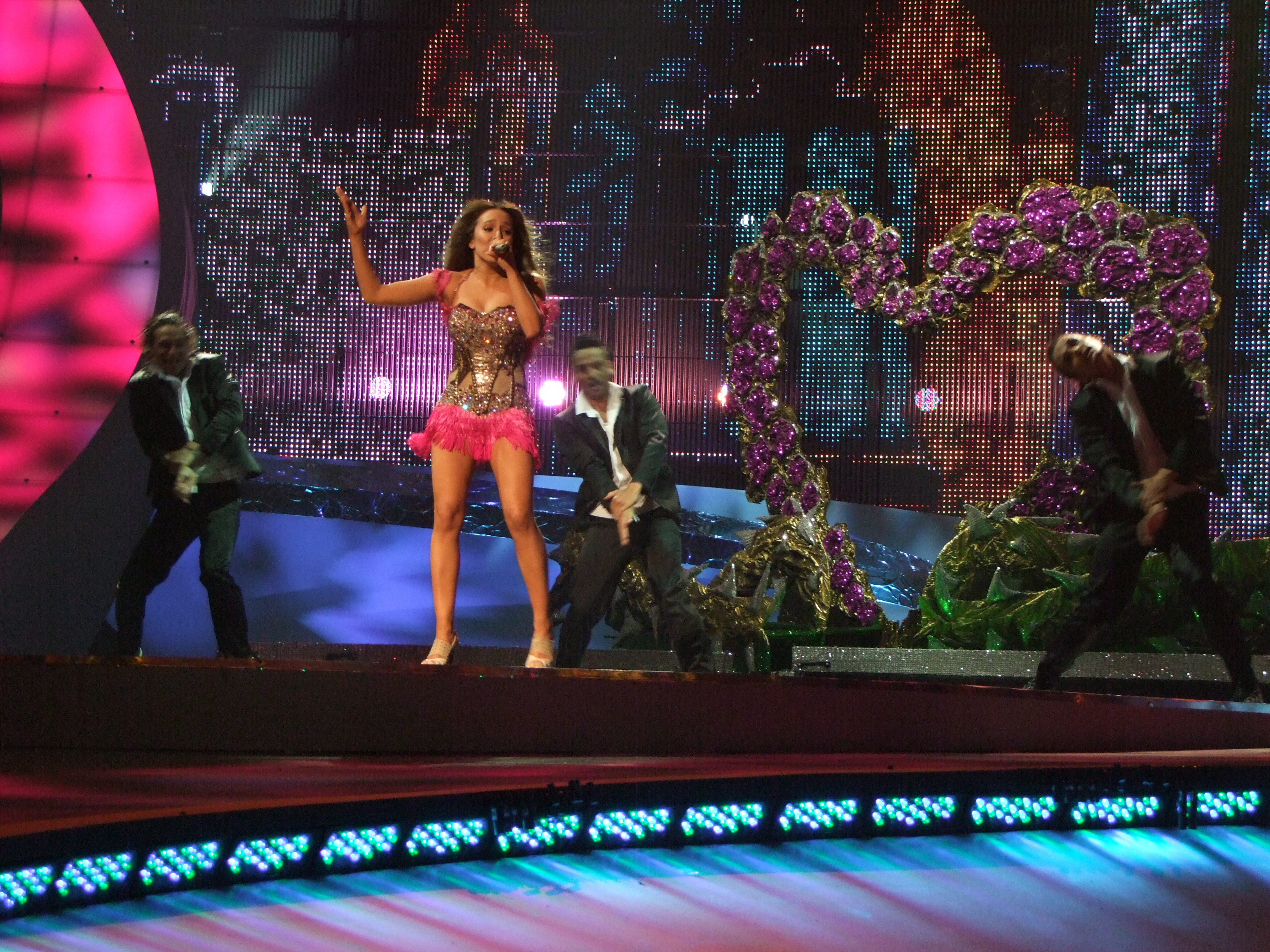
Kalomira Belgrádban (2008)
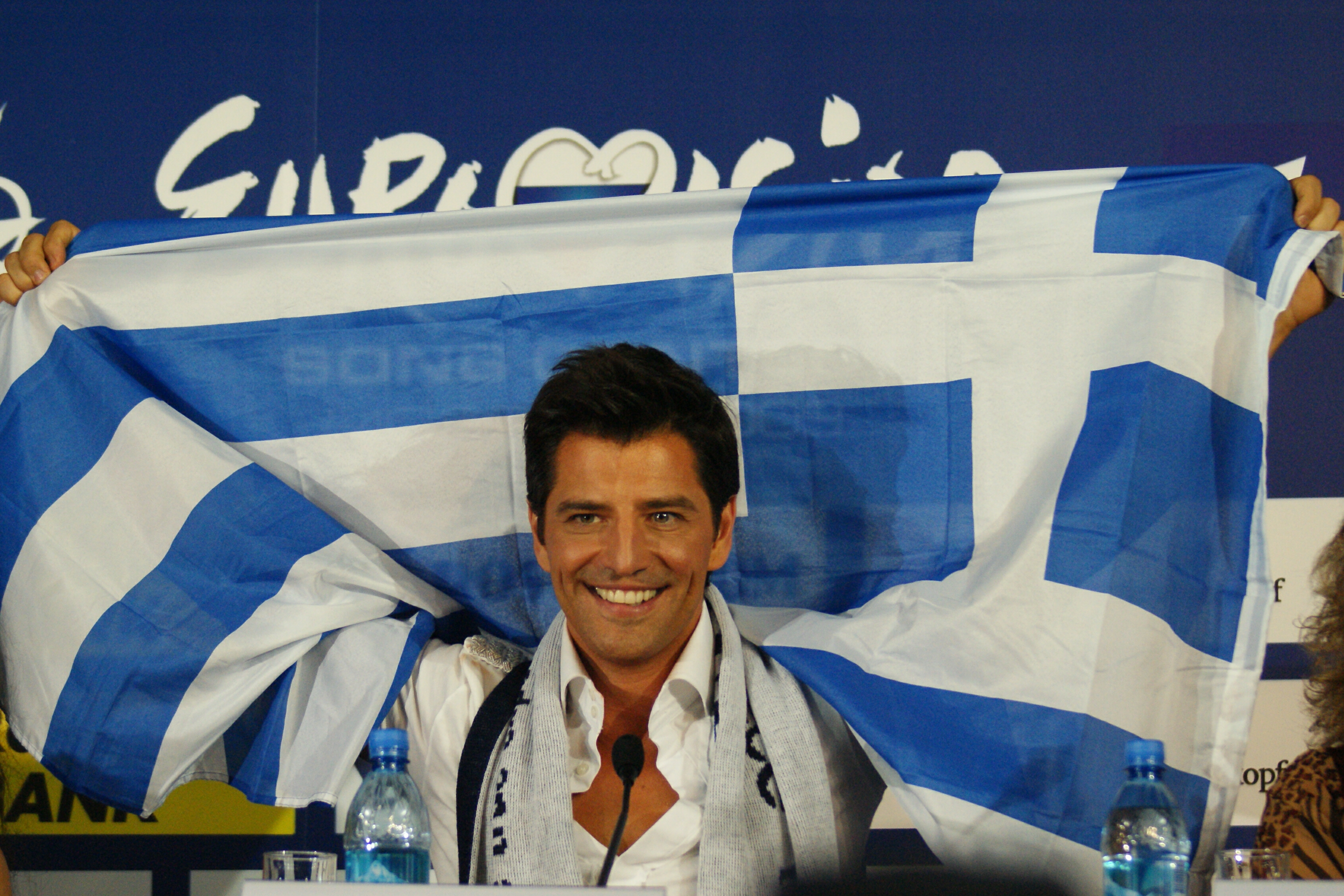
Sakis Rouvas Moszkvában (2009)
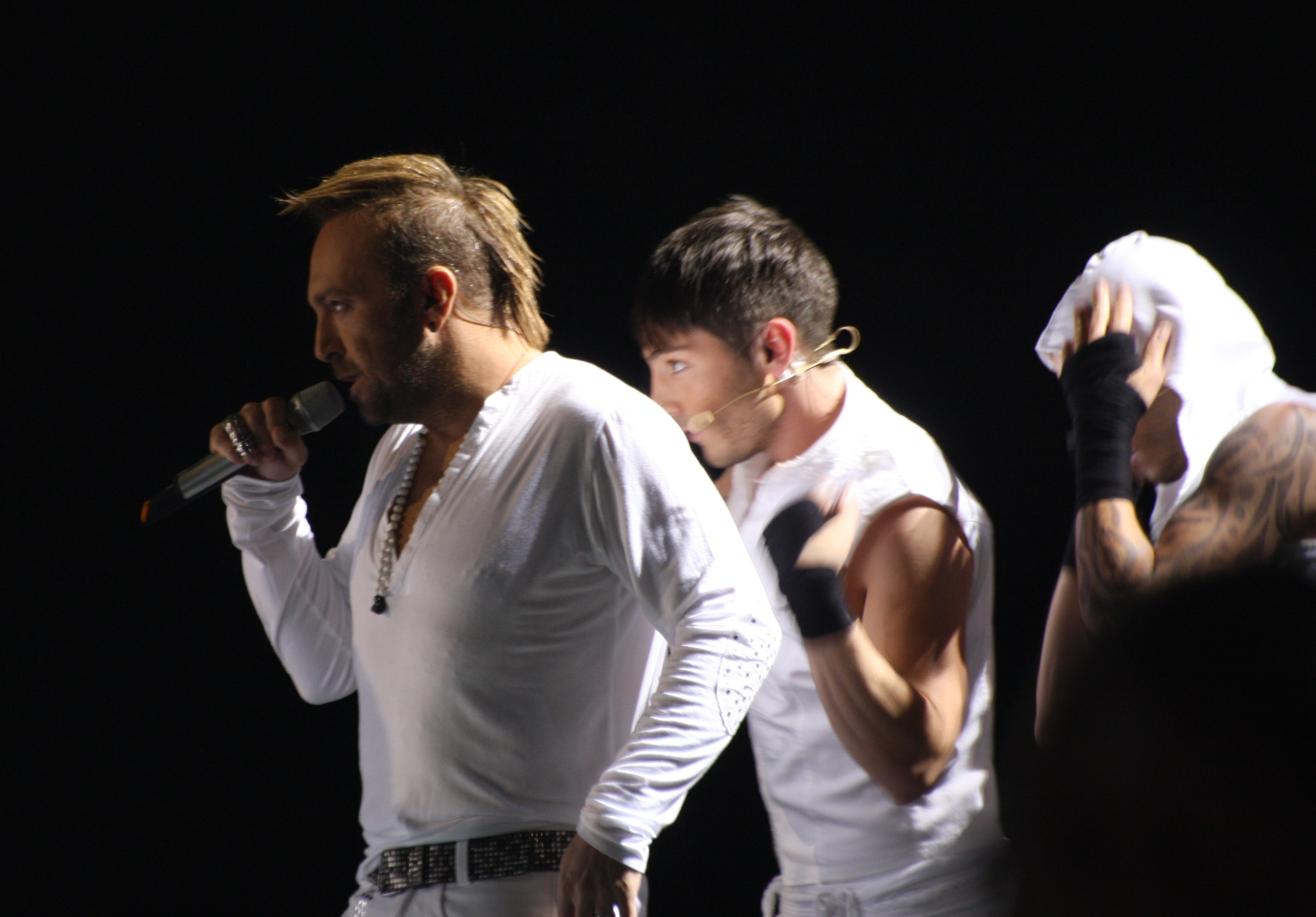
Giorgos Alkaios & Friends Osloban (2010)
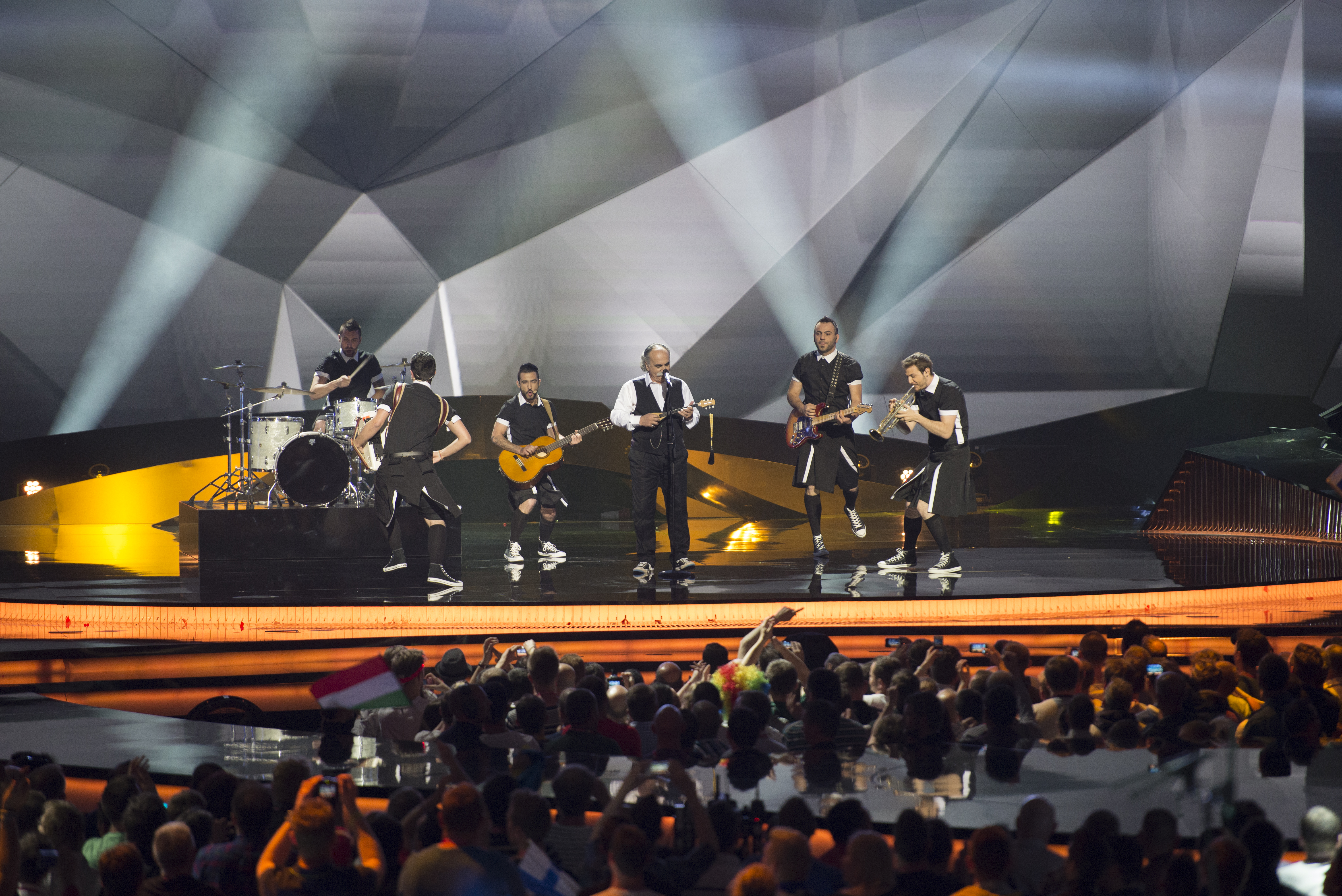
A Koza Mostra feat. Agathon Iakovidis Malmőben (2013)
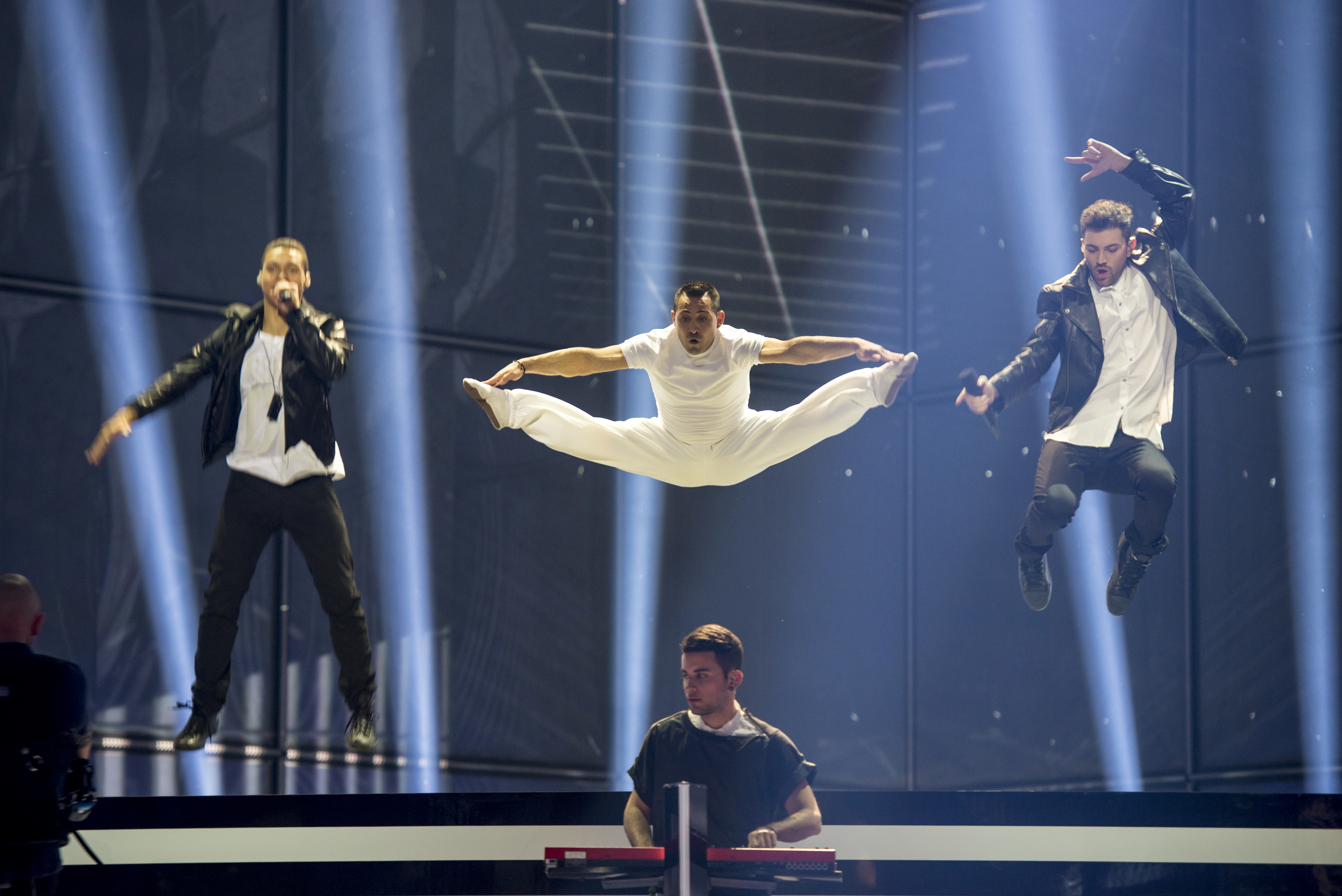
A Freaky Fortune feat. RiskyKidd Koppenhágában (2014)
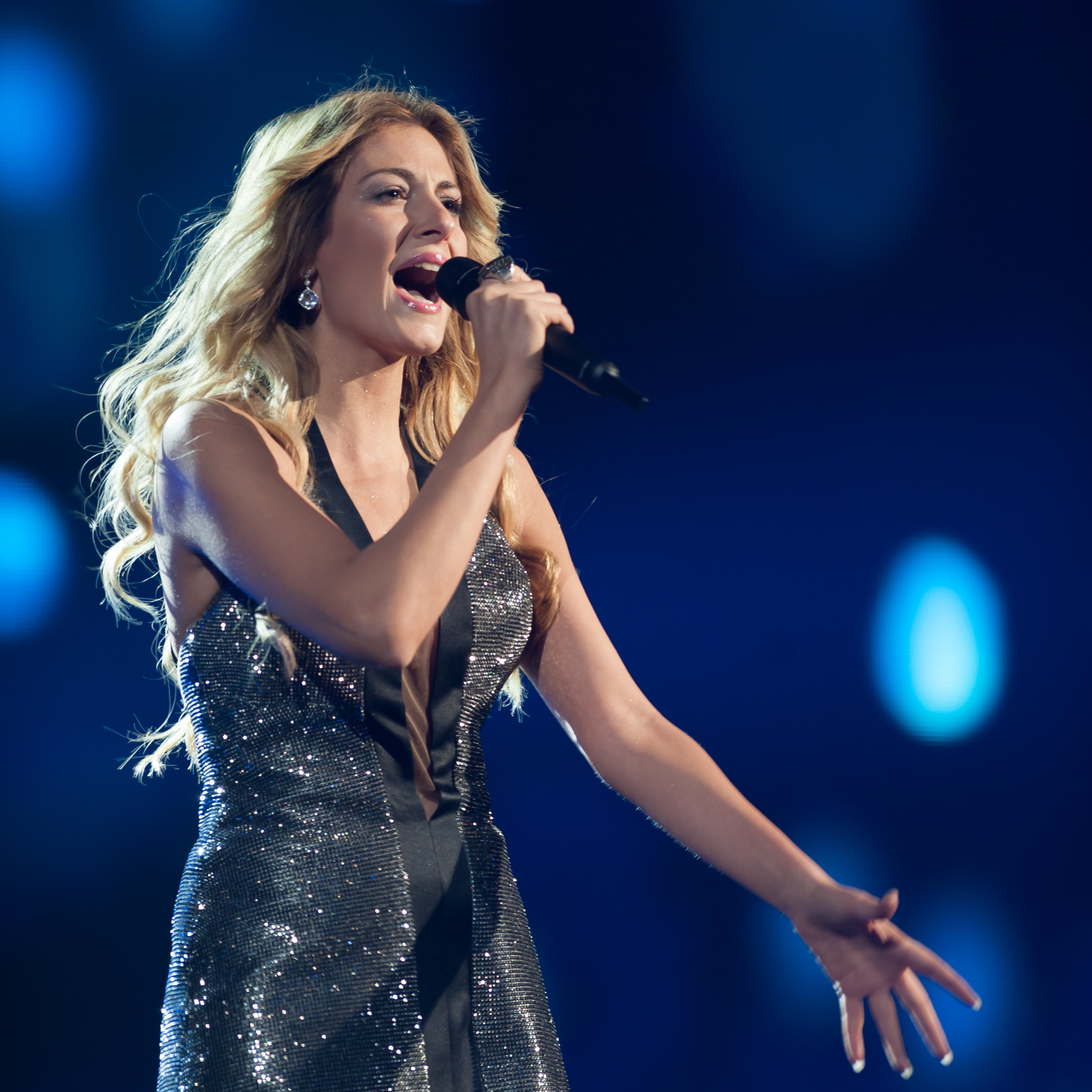
Maria-Elena Kyriakou Bécsben (2015)
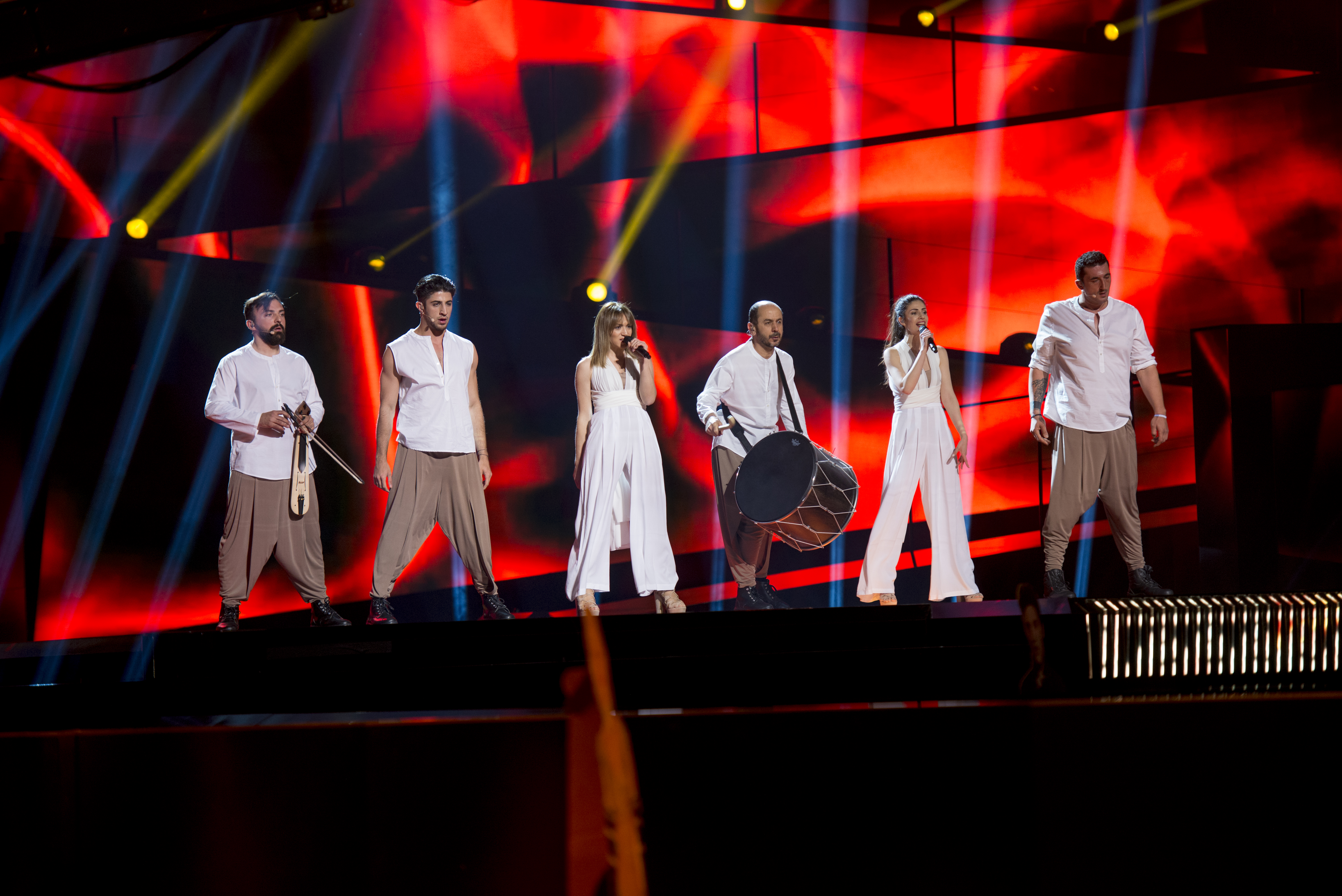
Az Argo Stockholmban (2016)
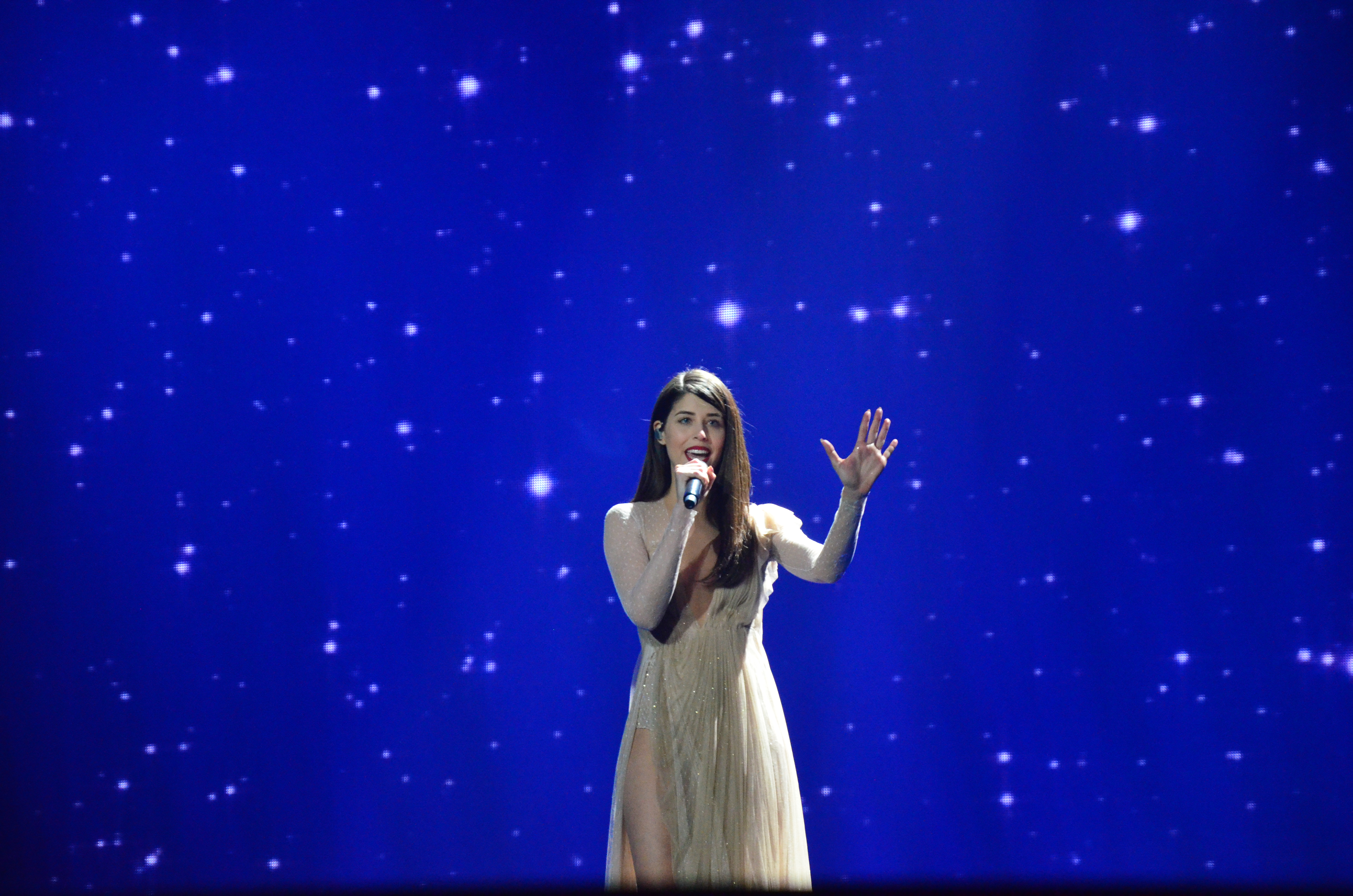
Demy Kijevben (2017)
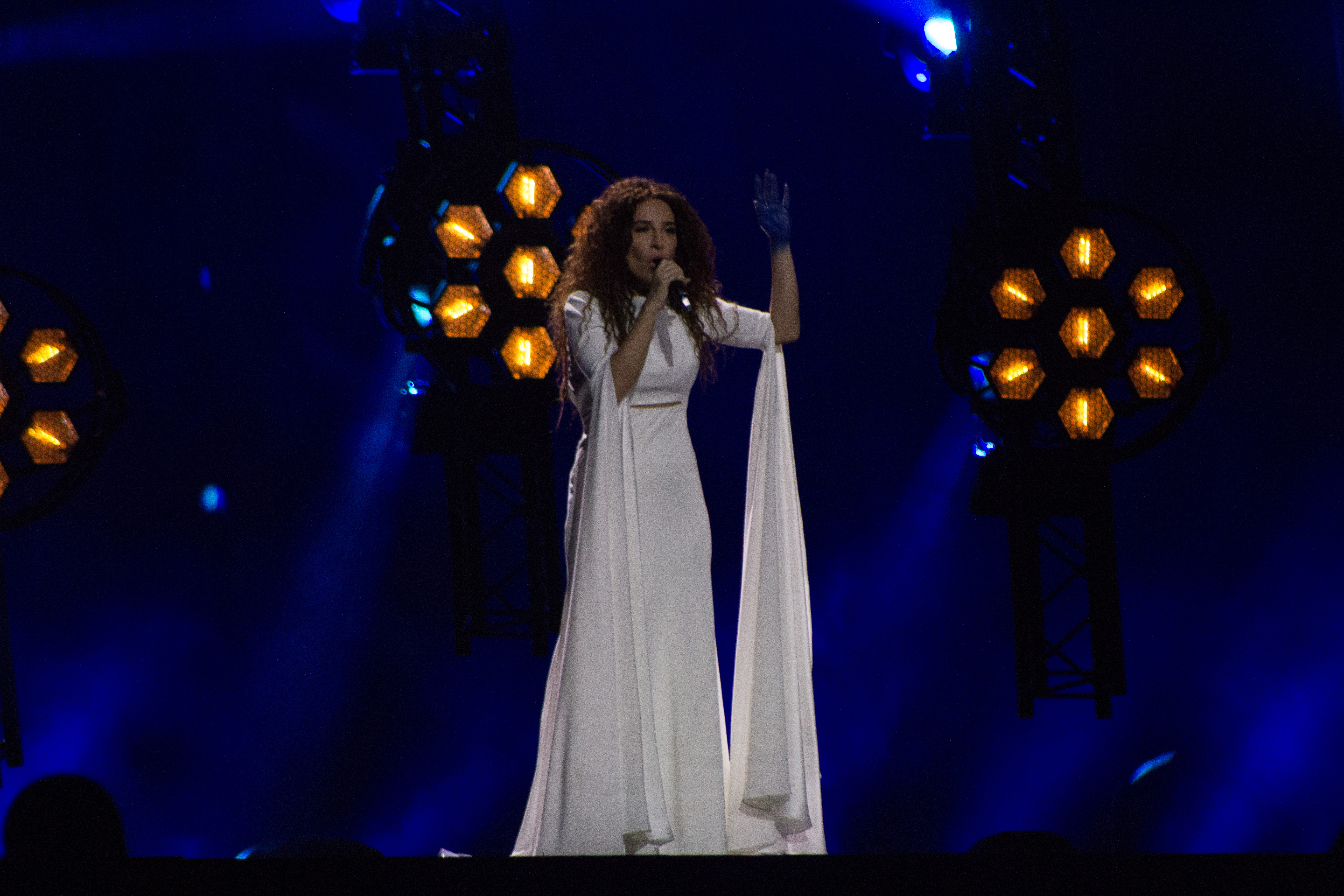
Yianna Terzi Lisszabonban (2018)
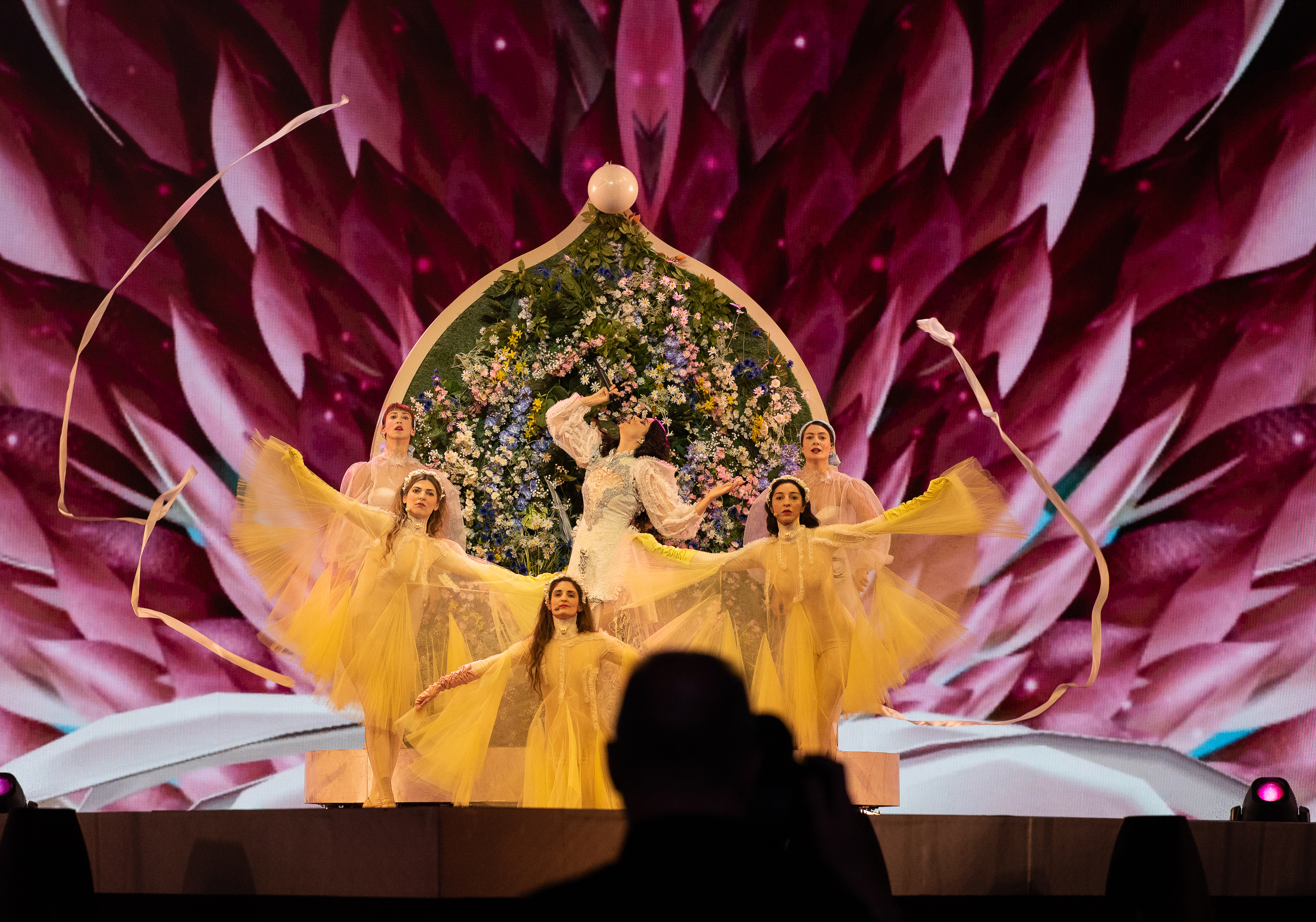
Katerine Duska  Tel-Avivban (2019)
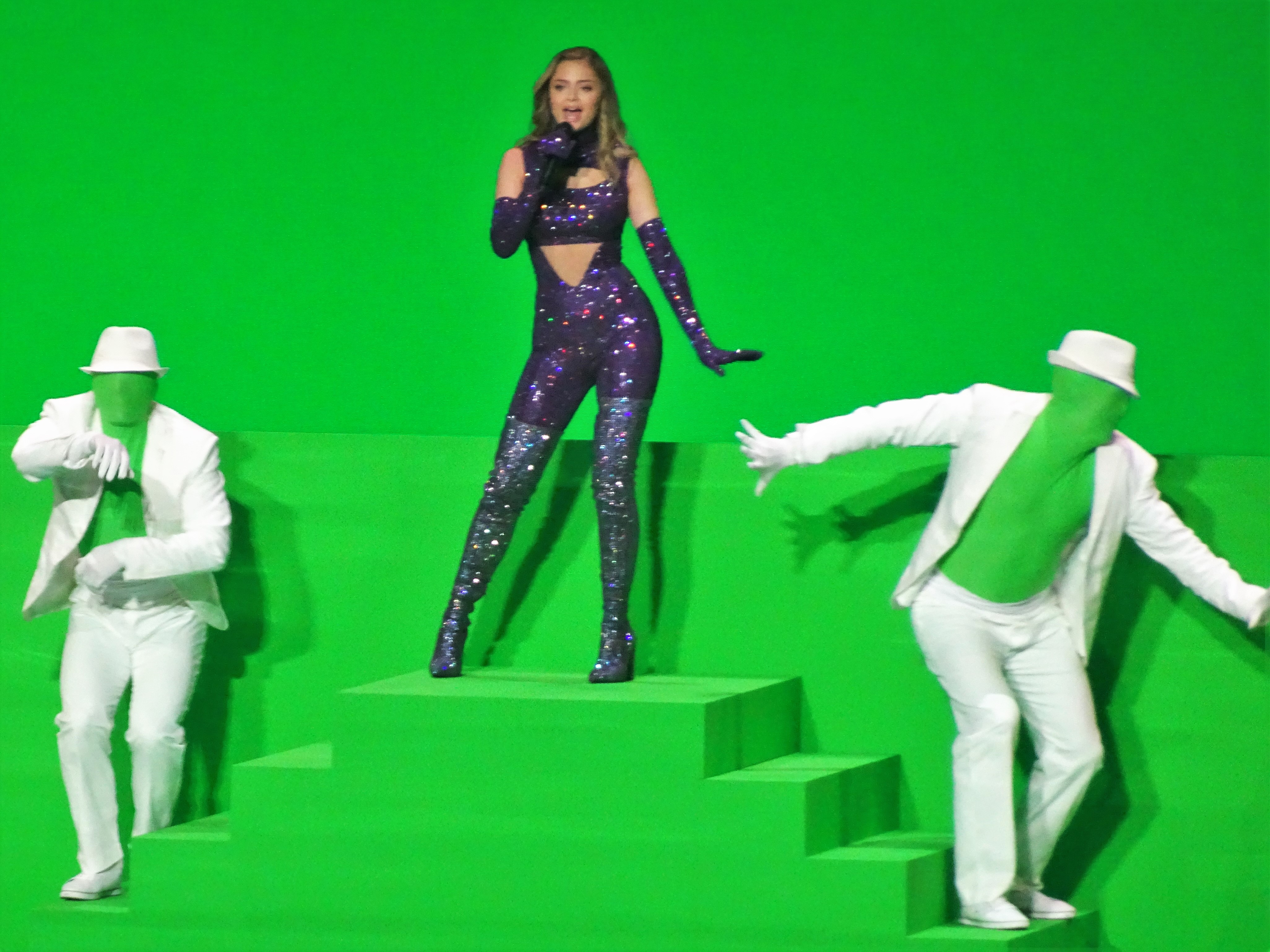
Stefania Rotterdamban (2021)
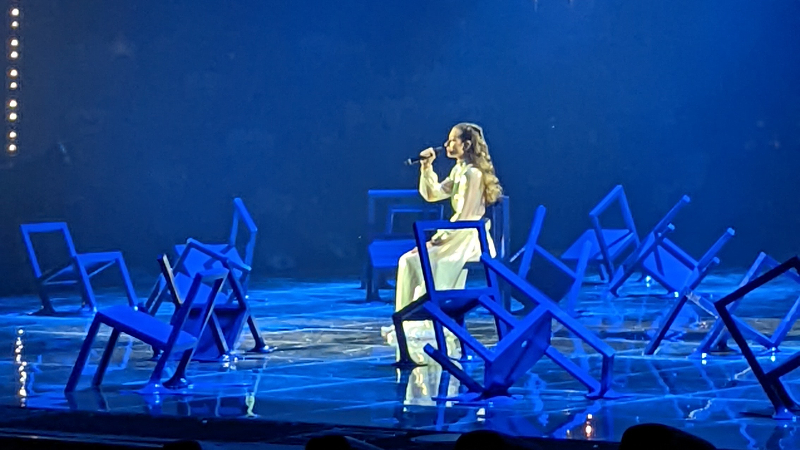
Amanda Georgiadi Tenfjord Torinóban (2022)
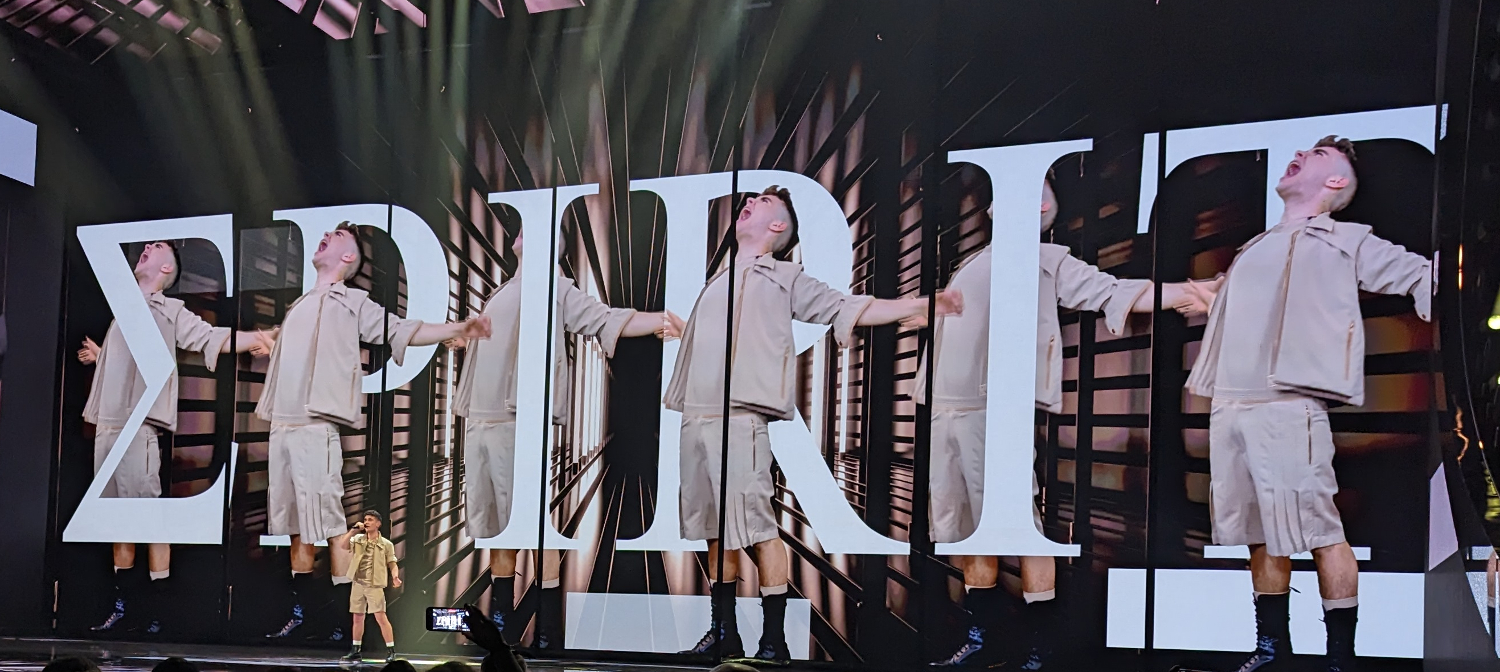
Victor Vernicos Liverpoolban (2023)
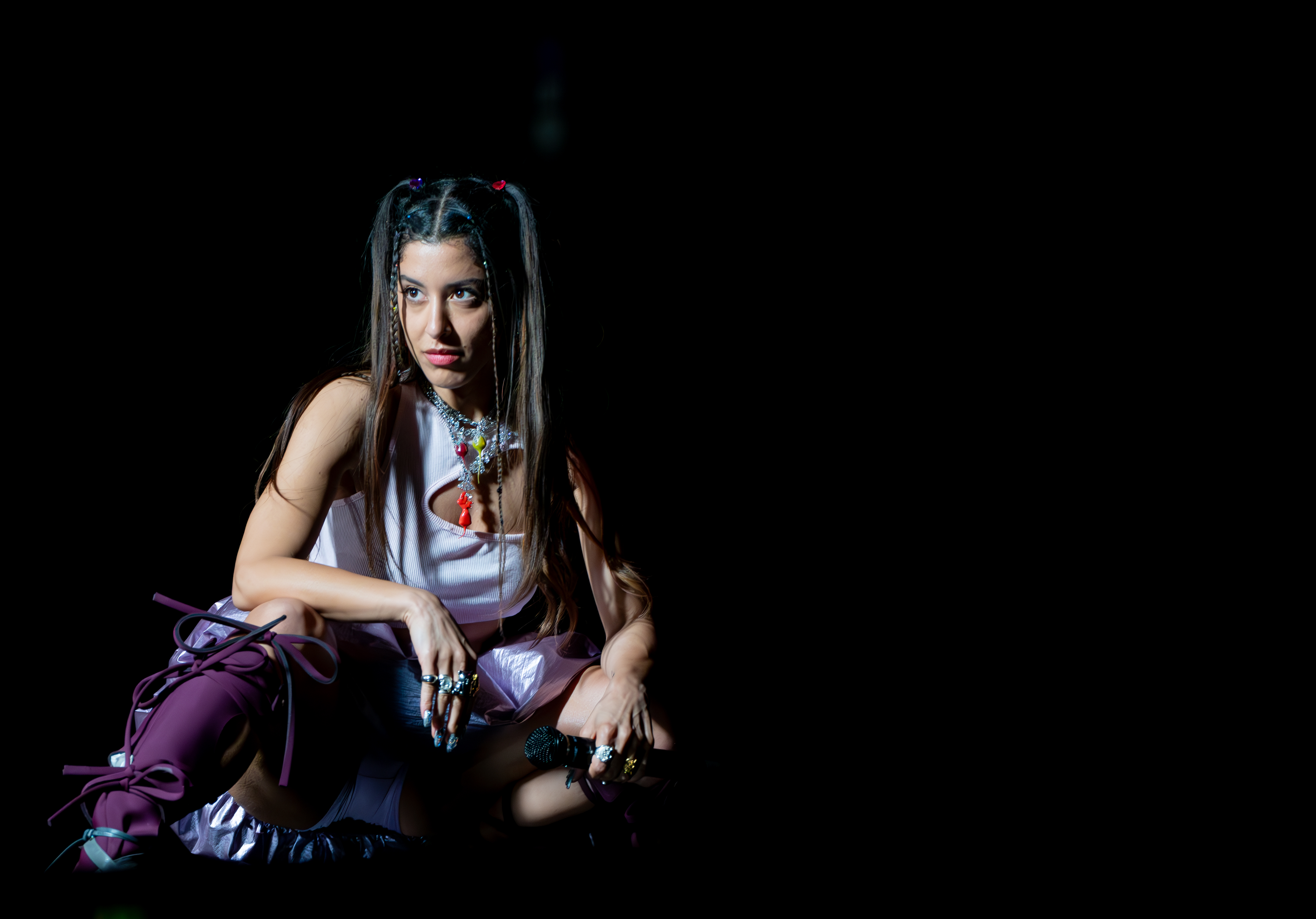
Marina Satti Malmőben (2024)
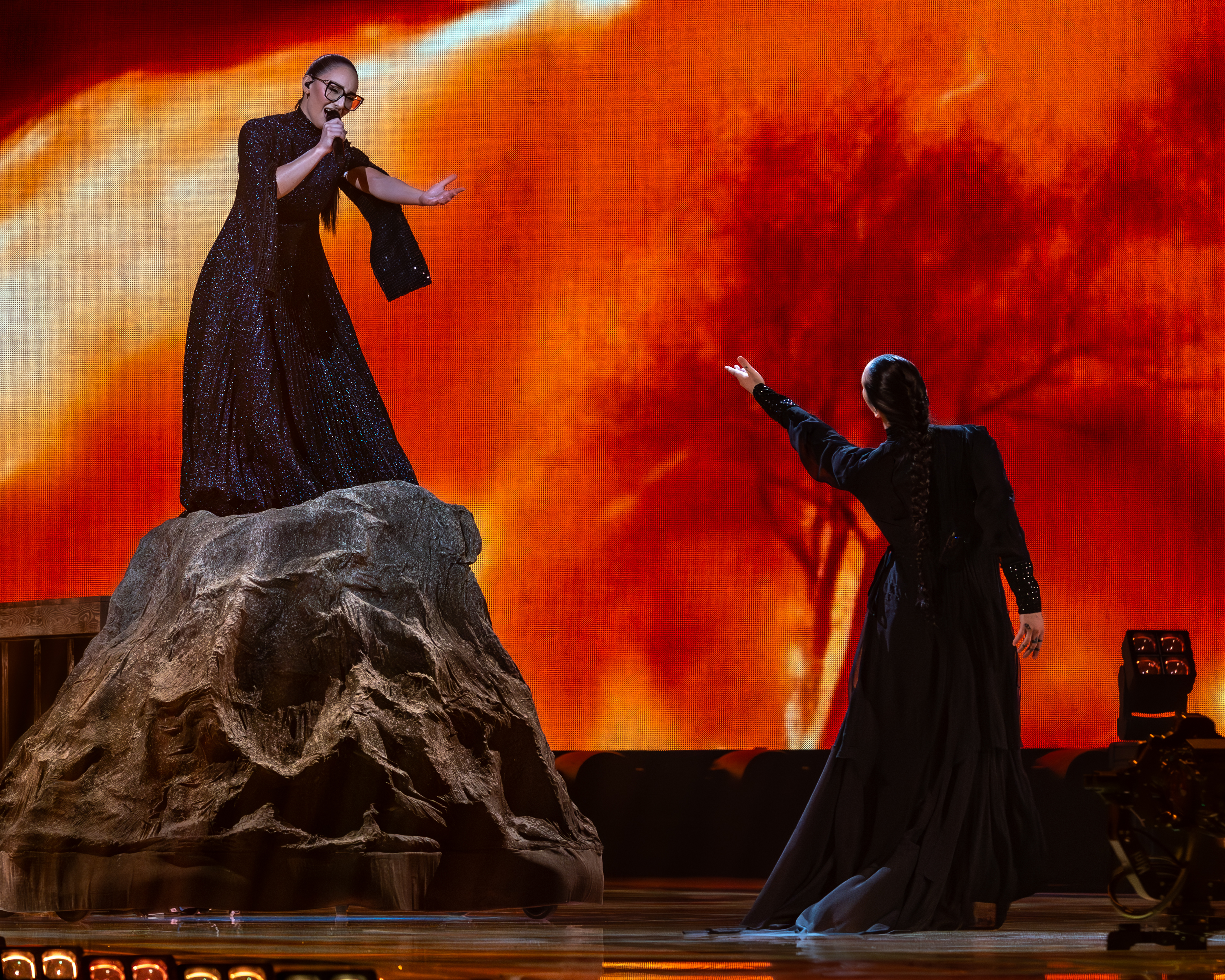
Klavdia Bázelben (2025)